# Nellie Sengupta
Pour les articles homonymes, voir Sengupta.
Nellie Sengupta, née le 12 janvier 1886 à Cambridge (Royaume-Uni) et morte le 23 octobre 1973 à Calcutta (Inde), est une femme politique indienne d'origine britannique, qui a milité pour l'indépendance de l'Inde. Elle est élue présidente du Parti du Congrès lors de son 47e congrès annuel, en 1933.

## Biographie
Née Edith Ellen Gray, elle est la fille de Frederick et d'Edith Henrietta Gray. Elle naît et grandit à Cambridge, où son père travaille dans un club. Jeune fille, elle tombe amoureuse de Jatindra Mohan Sengupta (en), un étudiant bengali du Downing College, qui logeait alors chez ses parents. Malgré l'opposition de ces derniers, elle l'épouse et va vivre à Calcutta avec lui. Le couple a deux fils, Sishir et Anil.
De retour en Inde, Jatindra Mohan Sengupta entame une brillante carrière d'avocat à Calcutta. En 1921, il rejoint la lutte pour l'indépendance de l'Inde et devient le bras droit du Mahatma Gandhi au Bengale. Il est également maire de Calcutta pendant trois mandats et chef de l'Assemblée législative. Nellie Sengupta suit son mari en participant avec lui au mouvement de non-coopération à partir de 1921. Après son emprisonnement pendant la grève des cheminots d'Assam-Bengale, elle proteste vigoureusement contre l'interdiction de se rassembler décidée par les autorités du district. Elle défie la loi en vendant du khādī (un tissu filé à la main) au porte-à-porte. En 1931, elle est condamnée à quatre mois d'emprisonnement à Delhi pour avoir pris la parole devant un rassemblement interdit. Son mari est emprisonné à Ranchi et meurt en 1933.
Pendant la marche du sel, de nombreux hauts dirigeants du Parti du Congrès sont emprisonnés. Son président, Madan Mohan Malaviya, est arrêté avant la réunion de Calcutta de 1933. Nellie Sengupta est alors élue à sa place, devenant la troisième femme et la deuxième femme d'origine européenne à occuper cette fonction (après Annie Besant et Sarojini Naidu). Elle est également élue conseillère municipale de Calcutta en 1933 et en 1936 ainsi qu'à l'Assemblée législative du Bengale en 1940 et en 1946. Lors de la Seconde Guerre mondiale, elle critique la mauvaise conduite des troupes coloniales dans le pays.
Après l'indépendance de 1947, elle choisit de vivre au Pakistan oriental, dans la ville natale de son mari, Chittagong, à la demande expresse du Premier ministre indien Jawaharlal Nehru, qui lui confie le soin de s'occuper des intérêts de la minorité hindoue dans la région. Elle est élue à l'Assemblée législative du Pakistan oriental en 1954. Elle est membre du Conseil des minorités et poursuit son activité de militantisme social. Quand le Bangladesh voit le jour en 1971, elle continue à vivre à Chittagong, sous la protection du Premier ministre bangladais Sheikh Mujibur Rahman. En 1972, elle se casse une hanche et, grâce à l'intervention d'Indira Gandhi, elle est transférée à Calcutta où elle est opérée, toutes ses dépenses médicales ayant été payées par le gouvernement indien. Elle est accueillie à Calcutta et honorée à la fois par le gouvernement et par le peuple pour sa contribution à la lutte pour l'indépendance qu'elle a menée avec son défunt mari, ainsi que pour sa défense des minorités au Bangladesh. Elle meurt à Calcutta en 1973.

## Décoration
- 1973 : Padma Vibhushan[6]